# リオグランデクーター
リオグランデクーター（Pseudemys gorzugi）は、爬虫綱カメ目ヌマガメ科クーターガメ属に分類されるカメ。

## 分布
アメリカ合衆国（テキサス州西部、ニューメキシコ州南東部）、メキシコ（コアウィラ州北部、タマウリーパス州北部、ヌエボ・レオン州北部）のペコス川、リオ・グランデ川水系（ペコス川との合流地点より下流域）
クーターガメ属内では本種のみメキシコにも分布する。和名や英名はリオ・グランデ川水系固有種であることに由来する。

## 形態
最大甲長23.5センチメートルとクーターガメ属最小種。オスよりもメスの方が大型になり、オスは甲長20センチメートル未満。背甲はやや扁平で、上から見ると第7縁甲板と第8縁甲板の継ぎ目で最も幅が広くなる細長い卵形。項甲板はやや大型で、細長い。項甲板が背甲の最も前部に位置せず、背甲の前端が凹む。椎甲板は縦幅より横幅の方が長い。椎甲板にはあまり発達しない筋状の盛り上がり（キール）がある。後部縁甲板の外縁はやや鋸状に尖る。背甲の色彩は緑褐色や暗黄色で、甲板ごとに黒い斑紋が入りその周囲に橙色や黄色の輪状や渦巻き状の斑紋が入る。
腋下甲板と鼠蹊甲板の周辺に暗色斑が1つだけ入る個体が多い。
腹甲の色彩は黄色一色で、喉甲板や肩甲板、胸甲板の継ぎ目（シーム）に沿って不明瞭な暗色斑が入る。
頭部はやや小型か中型。吻端はわずかに突出し、顎の先端は鉤状に尖ったり凹まない。顎の外縁は鋸歯状に尖る。頭部や四肢、尾の色彩は濃緑色や暗黄色で、淡黄色や黄色の筋模様が入る。
体内に長径4.2センチメートル、短径3.1センチメートルの卵があった例がある。孵化直後の幼体は甲長3.4-3.8センチメートル。幼体は腋下甲板と鼠蹊甲板の周辺にある斑紋が大型で、腹甲のシームに沿って入る暗色斑が明瞭。

## 分類
元々はリバークーターの最西個体群と考えられ、後に亜種として記載された。分布が隔離していることや形態の差異から独立種とする説が有力。

## 生態
河川や湖に生息するが、河川周辺にある水たまりで見られることもある。昼行性で、流木や岩の上などで日光浴することを好む。
食性は植物食の強い雑食で、消化器官の内容物や糞から植物質、藻類、甲殻類などを食べると考えられている。飼育下では幼体は動物食傾向が強いが、成長に伴い植物食傾向が強くなる。
繁殖形態は卵生。卵は30℃の環境で70日で孵化した例がある。

## 人間との関係
種小名gorzugiはw:George Zugへの献名。
生息地では本種の採集や輸出が規制され、生息地の一部は自然保護区に指定されている。日本では同属他種の逸出個体の発見例があること、在来種との競合などの生態系への懸念、アカミミガメの代替となる可能性があることから属単位で要注意外来生物に指定されている。
ペットとして飼育されることもあり、日本にも輸入されている。アメリカ合衆国から飼育下繁殖個体が少数流通する。